# Kościół św. Antoniego Padewskiego w Bożej Woli
Kościół świętego Antoniego Padewskiego – rzymskokatolicki kościół parafialny należący do dekanatu Zakrzówek archidiecezji lubelskiej.
Świątynia została wybudowana w 1840 roku przez cieślę Antoniego Rochfogela. W 1910 roku świątynia została pokryta blachą, natomiast w 1920 roku zostały zainstalowane organy wykonane przez mistrza Dominika Biernackiego z Dobrzynia nad Wisłą a także została wykonana posadzka z płytek czarnych i czerwonych kładzionych na kształt koloru karo. Po II wojnie światowej, w latach 50. XX wieku, ściany zostały oszalowane na zewnątrz. W latach 1981–1983 świątynia została ponownie oszalowana, ale od wewnątrz. Została wymieniona cała stolarka drzwiowa i okienna, ale nie zachowano podziałów i kształtu otworów. Wewnątrz została wykonana drewniana boazeria oraz malowidła, które wykonał miejscowy malarz Pecka. Ostatni remont został wykonany w 1996 roku, kiedy zostały pomalowane ściany i dach.
Jest to budowla drewniana, charakteryzująca się jedną wieżą, ustawiona na podmurowaniu, posiadająca konstrukcję wieńcową. Nawa została wzniesiona na planie prostokąta i jest otwarta na prezbiterium. Z przodu znajduje się chór muzyczny podparty dwoma drewnianymi kolumnami, ze znajdującą się między nimi jego częścią centralną w kształcie trapezu wysuniętą na nawę. Z lewej i prawej strony prezbiterium są umieszczone kwadratowe zakrystie. Przed nawą jest umieszczona wspomniana wyżej wieża na planie kwadratu, w połowie długości wtopiona w korpus świątyni, a w połowie wysunięta przed jej elewację frontową. Na parterze wieży znajduje się kruchta. Na ścianach i stropie nawy jest wykonana współczesna polichromia. Wieża umieszczona z przodu świątyni jest czterokondygnacyjna.

## Galeria

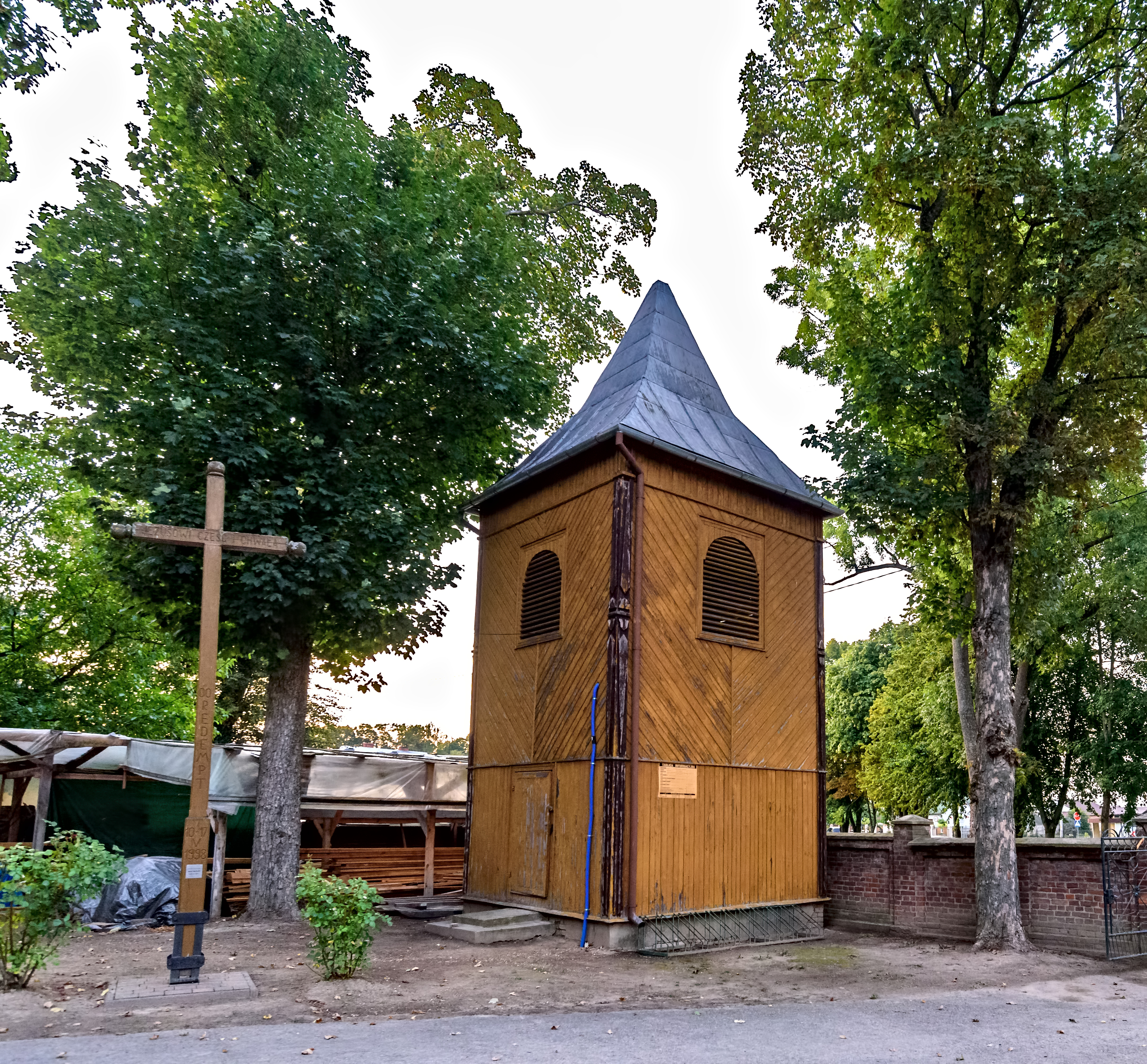
Dzwonnica
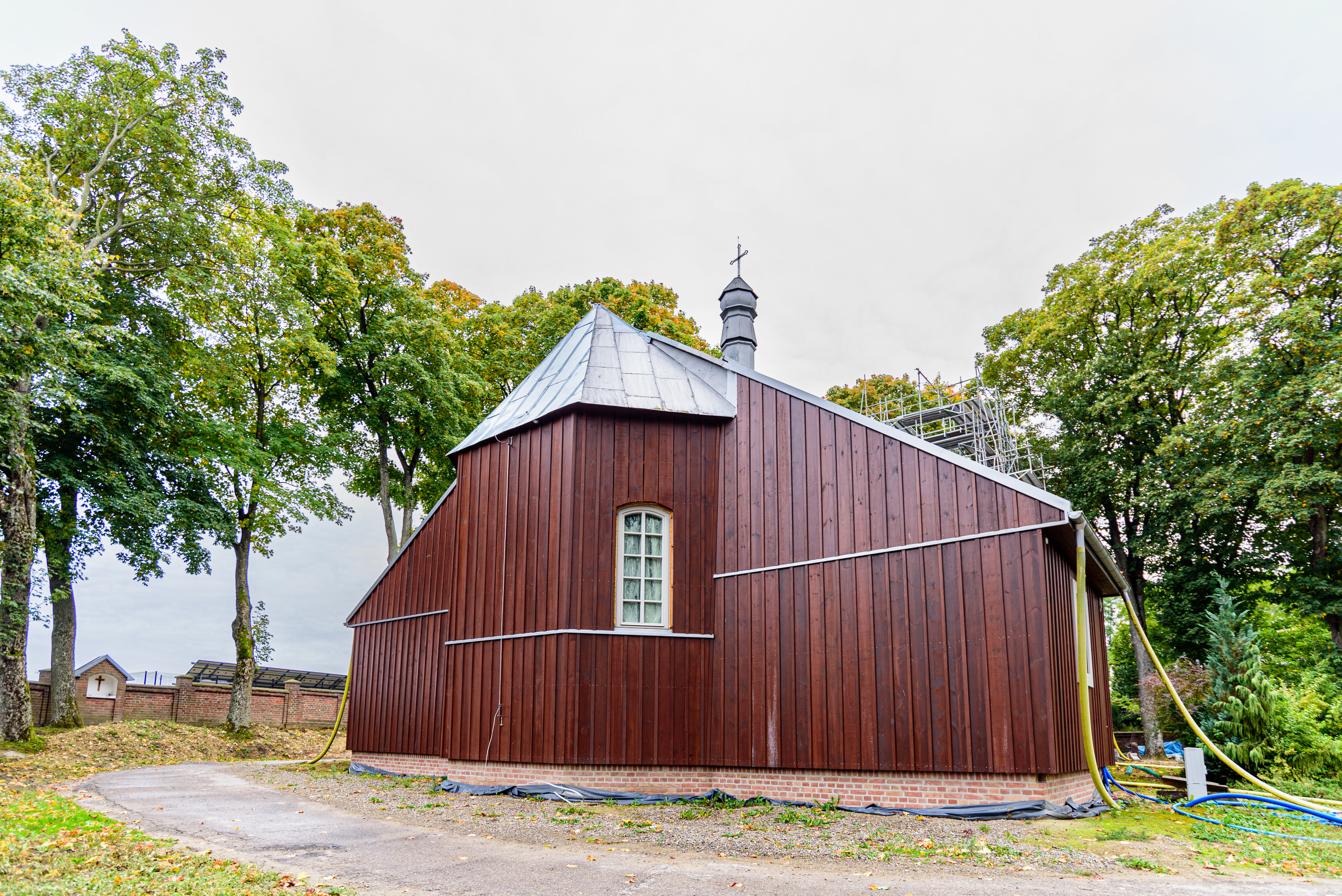
Kościół